# Rotschwanz-Wieselmaki
Der  Rotschwanz-Wieselmaki  (Lepilemur ruficaudatus) ist eine auf Madagaskar lebende Primatenart aus der Gruppe der Wieselmakis innerhalb der Lemuren.

## Merkmale
Der Körperbau der Rotschwanz-Wieselmakis gleicht dem der anderen Wieselmakis. Es sind eher kleine Primaten mit langen, kräftigen Hinterbeinen. Sie erreichen eine Kopfrumpflänge von 21 bis 28 Zentimeter, der Schwanz wird 23 bis 25 Zentimeter lang. Das Gewicht beträgt rund 0,8 bis 0,9 Kilogramm. Ihr Fell ist am Rücken grau gefärbt, die Schultern und Oberarme sind rötlichbraun. Die Kehle ist weißlich und der Bauch hellgrau. Namensgebendes Merkmal ist der rote Schwanz. Der graue Kopf ist rundlich, die Ohren sind groß und gerundet, auch die Augen sind als Anpassung an die nachtaktive Lebensweise groß.

## Verbreitung und Lebensraum

Verbreitungsgebiet des Rotschwanz-Wieselmakis (rot)

Rotschwanz-Wieselmakis leben im südwestlichen Madagaskar zwischen den Flüssen Tsiribihina und Mangoky. Ihr Lebensraum sind trockene Laubwälder.

## Lebensweise
Wie alle Wieselmakis sind sie nachtaktiv und halten sich meist in den Bäumen auf. Dort bewegen sie sich senkrecht kletternd und springend fort, tagsüber schlafen sie in Baumhöhlen. Ein Männchen und ein Weibchen bewohnen gemeinsam ein Revier von rund 1 Hektar Größe. Sie schlafen oft gemeinsam in Baumhöhlen, auch die Schlafenszeiten sind synchronisiert, gehen aber getrennt auf Nahrungssuche. Ihre Nahrung besteht vorwiegend aus Blättern, daneben fressen sie auch Früchte und andere Pflanzenteile.
Die Paarung erfolgt zwischen Mai und Juli, nach einer rund 130-tägigen Tragzeit bringt das Weibchen meist ein einzelnes Jungtier zur Welt. Dieses wird zumindest vier Monate lang gesäugt und ist mit rund einem Jahr selbstständig.

## Gefährdung
Wie bei anderen madagassischen Primaten ist die Zerstörung ihres Lebensraums die Hauptbedrohung. Die IUCN listet die Art als „vom Aussterben bedroht“ (critically endangered).
In Europa wird die Art nicht mehr gehalten, ehemaliger Halter ist Paris.

## Belege
1. ↑    ZTL 17.7